# Pierangelo Boog
Pierangelo «Angelo» Boog (* 26. Oktober 1957 in Glarus) ist ein Schweizer Grafiker, Illustrator und Künstler.

## Leben
Boog absolvierte die Hochschule für Gestaltung und Kunst Zürich und erlangte das Diplom als Wissenschaftlicher Illustrator HFG. Seine Laufbahn begann er als Illustrator für deutsche Fanzines. Sein grosses Vorbild ist Frank Frazetta sowie die Illustratoren der sogenannten „Oldschool“ bzw. dem Goldenen Zeitalter der Illustration.
Als freischaffender Künstler übernimmt Boog heute oft Aufträge für die Werbebranche. Aber auch Themen aus der Science-Fiction interessierten ihn. So beteiligte er sich unter anderem an der Illustration der Zeitschrift EXODUS – Magazin für Science Fiction Stories & phantastische Grafik. Die Schweizerische Post hat bereits zehn Briefmarken mit seinen Motiven herausgebracht.
Seit 2006 illustriert Boog die Kolumne »Schlagschatten« der Zeitschrift NZZ Folio.
Angelo Boog lebt mit Ehefrau und Tochter in Wallisellen im Kanton Zürich.

## Briefmarken
- Pro Juventute: Kinderrechte – Alle Kinder sind gleichwertig (22. November 2005)
– CHF 1.00 + 0.45 (Modell stand die neunjährige Tochter, als sie ihre Hausarbeiten am Esstisch erledigte.)
- 300. Geburtstag von Leonhard Euler (6. März 2007)
− CHF 1.30
- Sondermarken: Saurierfossilien aus Schweizer Fundstätten (3. September 2010)
– CHF 0.85 Raubdinosaurier („Fricki“ aus dem Fricktal)
– CHF 1.00 Fischsaurier
– CHF 1.40 Flugsaurier (Raeticodactylus filisurensis)

## Bibliografie
- Christoph Roos: Pierangelo Boog. Blender Verlag: Bremen, 1982. (Bildband) 
– Englische Übersetzung: The Art of Pierangelo Boog. A Collection of Illustrations. Blackthorne Publishing: El Cajon, 1985.